# Hapalopus formosus
Hapalopus formosus là một loài nhện trong họ Theraphosidae.
Loài này thuộc chi Hapalopus. Hapalopus formosus được miêu tả năm 1875 bởi Ausserer.